# Rajd Nadwiślański 2024
Rajd Nadwiślański 2024 – 9. edycja Rajdu Nadwiślańskiego. To rajd samochodowy, który był rozgrywany od 18 do 19 maja 2024 roku. Bazą rajdu było miasto Puławy. Była to druga runda rajdowych samochodowych mistrzostw Polski w roku 2024.

## Lista startowa[1]
Poniższa lista spośród 33 zgłoszonych zawodników obejmuje tylko zawodników startujących w najwyższej klasie 2, samochodami grupy R5 i wybranych zawodników startujących w klasie 2.
| Nr. | Zespół                     | Kierowca            | Pilot             | Samochód               | Klasa    |
| --- | -------------------------- | ------------------- | ----------------- | ---------------------- | -------- |
| 1   |                            | Grzegorz Grzyb      | Adam Binięda      | Škoda Fabia Rally2 evo | 2 Poland |
| 2   | GK Forge Lotto Rally Team  | Jarosław Szeja      | Marcin Szeja      | Škoda Fabia Rally2 evo | 2 Poland |
| 3   |                            | Łukasz Byśkiniewicz | Daniel Siatkowski | Škoda Fabia Rally2 evo | 2 Poland |
| 4   | Plon RT                    | Jarosław Kołtun     | Ireneusz Pleskot  | Ford Fiesta Rally2     | 2 Poland |
| 5   |                            | Jakub Matulka       | Daniel Dymurski   | Škoda Fabia Rally2 evo | 2 Poland |
| 6   |                            | Zbigniew Gabryś     | Damian Syty       | Škoda Fabia RS Rally2  | 2 Poland |
| 7   | BTH Import Stal Rally Team | Łukasz Kotarba      | Jakub Wróbel      | Citroën C3 Rally2      | 2 Poland |
| 8   |                            | Jakub Ulanowski     | Rafał Fiołek      | Hyundai i20 R5         | 2 Poland |
| 9   |                            | Rafał Kwiatkowski   | Kamil Kozdroń     | Škoda Fabia Rally2 evo | 2        |

## Zwycięzcy odcinków specjalnych[2]
| Dzień   | Numer odcinka | Nazwa odcinka | Długość  | Zwycięzca odcinka | Samochód               | Czas    | Lider rajdu    |
| ------- | ------------- | ------------- | -------- | ----------------- | ---------------------- | ------- | -------------- |
| 18 maja | OS1           | Zakrzów 1     | 11,30 km | Grzegorz Grzyb    | Škoda Fabia Rally2 evo | 5:59.6  | Grzegorz Grzyb |
| 18 maja | OS2           | Wilków 1      | 18,92 km | Grzegorz Grzyb    | Škoda Fabia Rally2 evo | 11:25.6 | Grzegorz Grzyb |
| 18 maja | OS3           | Zakrzów 2     | 11,30 km | Grzegorz Grzyb    | Škoda Fabia Rally2 evo | 5:53.8  | Grzegorz Grzyb |
| 18 maja | OS4           | Wilków 2      | 18,92 km | Grzegorz Grzyb    | Škoda Fabia Rally2 evo | 11:07.5 | Grzegorz Grzyb |
| 19 maja | OS5           | Garbów 1      | 12.57 km | Grzegorz Grzyb    | Škoda Fabia Rally2 evo | 6:56.1  | Grzegorz Grzyb |
| 19 maja | OS6           | Jastków 1     | 9,81 km  | Zbigniew Gabryś   | Škoda Fabia RS Rally2  | 5:15.4  | Grzegorz Grzyb |
| 19 maja | OS7           | Kurów 1       | 14,82 km | Jarosław Szeja    | Škoda Fabia Rally2 evo | 7:38.4  | Grzegorz Grzyb |
| 19 maja | OS8           | Garbów 2      | 12.57 km | Łukasz Kotarba    | Citroën C3 Rally2      | 6:56.9  | Grzegorz Grzyb |
| 19 maja | OS9           | Jastków 2     | 9,81 km  | Łukasz Kotarba    | Citroën C3 Rally2      | 5:11.2  | Grzegorz Grzyb |
| 19 maja | OS10          | Kurów 2       | 14,82 km | Jakub Matulka     | Škoda Fabia Rally2 evo | 7:35.0  | Grzegorz Grzyb |

## Wyniki końcowe rajdu
W klasyfikacji RSMP dodatkowe punkty przyznawane są za odcinek Power Stage.
| Miejsce                | Kierowca               | Pilot                  | Samochód                | Czas                   | Strata                 | Grupa Klasa            | Punkty                 |
| Klasyfikacja generalna | Klasyfikacja generalna | Klasyfikacja generalna | Klasyfikacja generalna  | Klasyfikacja generalna | Klasyfikacja generalna | Klasyfikacja generalna | Klasyfikacja generalna |
| ---------------------- | ---------------------- | ---------------------- | ----------------------- | ---------------------- | ---------------------- | ---------------------- | ---------------------- |
| 1                      | Grzegorz Grzyb         | Adam Binięda           | Škoda Fabia Rally2 evo  | 1:14:08.6              | –                      | 2                      |                        |
| 2                      | Jakub Matulka          | Daniel Dymurski        | Škoda Fabia Rally2 evo  | 1:14:34.8              | +26.2                  | 2                      |                        |
| 3                      | Jarosław Szeja         | Marcin Szeja           | Škoda Fabia Rally2 evo  | 1:14:39.2              | +30.6                  | 2                      |                        |
| 4                      | Łukasz Kotarba         | Jakub Wróbel           | Citroën C3 Rally2       | 1:14:42.1              | +33.5                  | 2                      |                        |
| 5                      | Zbigniew Gabryś        | Damian Syty            | Škoda Fabia RS Rally2   | 1:14:48.5              | +39.9                  | 2                      |                        |
| 6                      | Jarosław Kołtun        | Ireneusz Pleskot       | Škoda Fabia RS Rally2   | 1:16:24.5              | +2:15.9                | 2                      |                        |
| 7                      | Jacek Sobczak          | Michał Marczewski      | Porsche 997 GT3 Cup 3.6 | 1:16:38.2              | +2:29.6                | NAT3                   |                        |
| 8                      | Rafał Kwiatkowski      | Kamil Kozdroń          | Škoda Fabia Rally2 evo  | 1:17:08.2              | +2:59.6                | 2                      |                        |
| 9                      | Hubert Kowalczyk       | Jarosław Hryniuk       | Renault Clio Rally3     | 1:18:11.5              | +4:02.9                | 3                      |                        |
| 10                     | Jakub Ulanowski        | Rafał Fiołek           | Hyundai i20 R5          | 1:18:19.5              | +4:10.9                | 2                      |                        |
| 11                     | Łukasz Byśkiniewicz    | Daniel Siatkowski      | Škoda Fabia Rally2 evo  | 1:19:13.0              | +5:04.4                | 2                      |                        |
| 12                     | Hubert Laskowski       | Michał Kuśnierz        | Ford Fiesta Rally4      | 1:19:23.9              | +5:15.3                | 4                      |                        |
| 13                     | Michał Chorbiński      | Patryk Kielar          | Peugeot 208 Rally4      | 1:19:59.5              | +5:50.9                | 4                      |                        |
| 14                     | Kajetan Świder         | Marcin Borycki         | Ford Fiesta Rally4      | 1:20:44.6              | +6:36.0                | 4                      |                        |
| 15                     | Patryk Grodzki         | Jacek Spentany         | Peugeot 208 Rally4      | 1:21:39.3              | +7:30.7                | 4                      |                        |
| Klasyfikacja RSMP      |                        |                        |                         |                        |                        |                        |                        |
| 1                      | Grzegorz Grzyb         | Adam Binięda           | Škoda Fabia Rally2 evo  | 1:14:08.6              | –                      | 2                      | 30+4                   |
| 2                      | Jakub Matulka          | Daniel Dymurski        | Škoda Fabia Rally2 evo  | 1:14:34.8              | +26.2                  | 2                      | 24+5                   |
| 3                      | Jarosław Szeja         | Marcin Szeja           | Škoda Fabia Rally2 evo  | 1:14:39.2              | +30.6                  | 2                      | 21+3                   |
| 4                      | Łukasz Kotarba         | Jakub Wróbel           | Citroën C3 Rally2       | 1:14:42.1              | +33.5                  | 2                      | 19+2                   |
| 5                      | Zbigniew Gabryś        | Damian Syty            | Škoda Fabia RS Rally2   | 1:14:48.5              | +39.9                  | 2                      | 17+1                   |
| 6                      | Jarosław Kołtun        | Ireneusz Pleskot       | Škoda Fabia RS Rally2   | 1:16:24.5              | +2:15.9                | 2                      | 15                     |
| 7                      | Jacek Sobczak          | Michał Marczewski      | Porsche 997 GT3 Cup 3.6 | 1:16:38.2              | +2:29.6                | NAT3                   | 13                     |
| 8                      | Hubert Kowalczyk       | Jarosław Hryniuk       | Renault Clio Rally3     | 1:18:11.5              | +4:02.9                | 3                      | 11                     |
| 9                      | Jakub Ulanowski        | Rafał Fiołek           | Hyundai i20 R5          | 1:18:19.5              | +4:10.9                | 2                      | 9                      |
| 10                     | Łukasz Byśkiniewicz    | Daniel Siatkowski      | Škoda Fabia Rally2 evo  | 1:19:13.0              | +5:04.4                | 2                      | 7                      |
| 11                     | Hubert Laskowski       | Michał Kuśnierz        | Ford Fiesta Rally4      | 1:19:23.9              | +5:15.3                | 4                      | 5                      |
| 12                     | Michał Chorbiński      | Patryk Kielar          | Peugeot 208 Rally4      | 1:19:59.5              | +5:50.9                | 4                      | 4                      |
| 13                     | Kajetan Świder         | Marcin Borycki         | Ford Fiesta Rally4      | 1:20:44.6              | +6:36.0                | 4                      | 3                      |
| 14                     | Patryk Grodzki         | Jacek Spentany         | Peugeot 208 Rally4      | 1:21:39.3              | +7:30.7                | 4                      | 2                      |
| 15                     | Błażej Gazda           | Maciej Mikuliszyn      | Renault Clio Rally4     | 1:21:40.3              | +7:31.7                | 4                      | 1                      |

## Klasyfikacja kierowców RSMP 2024 po 2. rundach
Punkty otrzymuje 15 pierwszych zawodników, którzy ukończą rajd według klucza:
| Miejsce | 1  | 2  | 3  | 4  | 5  | 6  | 7  | 8  | 9 | 10 | 11 | 12 | 13 | 14 | 15 |
| Punkty  | 30 | 24 | 21 | 19 | 17 | 15 | 13 | 11 | 9 | 7  | 5  | 4  | 3  | 2  | 1  |

Dodatkowe punkty zawodnicy zdobywają za ostatni odcinek specjalny zwany Power Stage, punktowany: za zwycięstwo – 5, drugie miejsce – 4, trzecie – 3, czwarte – 2 i piąte – 1 punkt.
| Miejsce | 1 | 2 | 3 | 4 | 5 |
| Punkty  | 5 | 4 | 3 | 2 | 1 |

W tabeli uwzględniono miejsce, które zajął zawodnik w poszczególnym rajdzie, a w indeksie górnym umieszczono miejsce zajęte na ostatnim, dodatkowo punktowanym odcinku specjalnym tzw. Power Stage.
| Poz. | Kierowca            | Świdnicki | Nadwiślański | Małopolski | Koszyc | Rzeszowski | Wisły | Śląska | Suma punktów |
| ---- | ------------------- | --------- | ------------ | ---------- | ------ | ---------- | ----- | ------ | ------------ |
| 1    | Grzegorz Grzyb      | 23        | 12           |            |        |            |       |        | 61           |
| 2    | Jakub Matulka       | 34        | 21           |            |        |            |       |        | 52           |
| 3    | Jarosław Szeja      | 42        | 3            |            |        |            |       |        | 47           |
| 4    | Mikołaj Marczyk     | 1         |              |            |        |            |       |        | 35           |
| 5    | Zbigniew Gabryś     | 65        | 5            |            |        |            |       |        | 34           |
| 6    | Łukasz Kotarba      | 8         | 4            |            |        |            |       |        | 32           |
| 7    | Jacek Sobczak       | 7         | 7            |            |        |            |       |        | 26           |
| 8    | Łukasz Byśkiniewicz | 5         | 10           |            |        |            |       |        | 24           |
| 9    | Hubert Kowalczyk    | 10        | 8            |            |        |            |       |        | 18           |
| 10   | Jarosław Kołtun     |           | 6            |            |        |            |       |        | 15           |
| 11   | Jakub Ulanowski     |           | 9            |            |        |            |       |        | 9            |
| 12   | Piotr Krotoszyński  | 9         |              |            |        |            |       |        | 9            |
| 13   | Hubert Laskowski    | 12        | 11           |            |        |            |       |        | 9            |
| 14   | Michał Chorbiński   | 13        | 12           |            |        |            |       |        | 7            |
| 15   | Michał Tochowicz    | 11        |              |            |        |            |       |        | 5            |
| 16   | Patryk Grodzki      | 14        | 14           |            |        |            |       |        | 4            |
| 17   | Kajetan Świder      |           | 13           |            |        |            |       |        | 3            |
| 18   | Błażej Gazda        | 15        | 15           |            |        |            |       |        | 2            |
| Poz. | Kierowca            | Świdnicki | Nadwiślański | Małopolski | Koszyc | Rzeszowski | Wisły | Śląska | Suma punktów |